# Municipio de Beaver (condado de Newaygo)
El municipio de Beaver (en inglés: Beaver Township) es un municipio ubicado en el condado de Newaygo en el estado estadounidense de Míchigan. En el año 2010 tenía una población de 509 habitantes y una densidad poblacional de 5,49 personas por km².

## Geografía
El municipio de Beaver se encuentra ubicado en las coordenadas 43°41′19″N 85°58′19″O / 43.68861, -85.97194. Según la Oficina del Censo de los Estados Unidos, el municipio tiene una superficie total de 92.75 km², de la cual 83,03 km² corresponden a tierra firme y (10,48 %) 9,72 km² es agua.

## Demografía
Según el censo de 2010, había 509 personas residiendo en el municipio de Beaver. La densidad de población era de 5,49 hab./km². De los 509 habitantes, el municipio de Beaver estaba compuesto por el 96,07 % blancos, el 0,79 % eran afroamericanos, el 1,38 % eran amerindios, el 0,2 % eran asiáticos, el 0,39 % eran de otras razas y el 1,18 % eran de una mezcla de razas. Del total de la población el 6,29 % eran hispanos o latinos de cualquier raza.